# Orchidantha
Orchidantha (syn. Lowia) je rod rostlin náležící do čeledi Lowiaceae. Je to jediný rod čeledi Lowiaceae. Rozdílné jméno rodu a čeledi je způsobeno tím, že jméno Orchidantha je nepatrně starší než jméno Lowia, tudíž má prioritu, jméno čeledi Lowiaceae patří mezi nomina conservanda.

## Popis
Jsou to vytrvalé byliny s oddenkem, stonek chybí, vše vyrůstá přímo z oddenku. Listy jsou jednoduché, střídavé, dvouřadě uspořádané, řapíkaté, s listovými pochvami. Čepele jsou celokrajné, široce kopinaté, žilnatina je zpeřená, boční žilky se obloukem sbíhají k vrcholu. Jsou to jednodomé rostliny s oboupohlavnými květy. Květy jsou uspořádány v květenstvích, většinou v málokvětých vrcholících. Květy jsou výrazně nesouměrné, zygomorfické, často silně zapáchající, na první pohled připomínající květy orchidejí. Okvětí se skládá z 6 okvětních lístků. Vnější kruh je dole srostlý v trubku, cípy jsou čárkovitě kopinaté a přibližně stejné. Střední člen vnitřního kruhu tvoří rozšířené eliptické až člunkovité labellum, zbylé 2 jsou mnohem menší. Tyčinek je 5, jsou volné nebo dole srostlé s okvětím. Gyneceum je srostlé ze 3 plodolistů, je synkarpní, semeník je spodní. Laloky blizen jsou petaloidní (napodobují korunu). Plodem jsou tobolka.

## Rozšíření ve světě
Je známo asi 15 druhů, které jsou rozšířeny v tropech jihovýchodní Asie, od jižní Číny po Borneo.